# Nuoto ai Giochi della XVIII Olimpiade - 400 metri stile libero maschili
La competizione dei 400 metri stile libero maschili di nuoto ai Giochi della XVIII Olimpiade si è svolta nei giorni 14 e 15 ottobre 1964 allo Yoyogi National Gymnasium di Tokyo.

## Programma
| Data            | Round      | Note                           |
| --------------- | ---------- | ------------------------------ |
| 14 ottobre 1964 | 7 Batterie | I migliori 8 tempi alla finale |
| 15 ottobre 1964 | Finale     |                                |

## Risultati

### Batterie
| Pos. | Atleta               | Nazione   | Tempo  | Posizione finale |
| ---- | -------------------- | --------- | ------ | ---------------- |
| 1    | Bob Windle           | Australia | 4'21"6 | 9                |
| 2    | Haruo Yoshimuta      | Giappone  | 4'28"8 | 17               |
| 3    | Wolfgang Kremer      | Germania  | 4'29"9 | 22               |
| 4    | Giovanni Orlando     | Italia    | 4'30"8 | 26               |
| 5    | Carlos Canepa        | Perù      | 4'44"9 | 43               |
| 6    | László Szlamka       | Ungheria  | 5'00"0 | 48               |
| -    | Luis Alberto Nicolao | Argentina | -      | DNS              |

| Pos. | Atleta              | Nazione          | Tempo  | Posizione finale |
| ---- | ------------------- | ---------------- | ------ | ---------------- |
| 1    | Roy Saari           | Stati Uniti      | 4'20"0 | 7                |
| 2    | Sandy Gilchrist     | Canada           | 4'24"2 | 11               |
| 3    | Sergio De Gregorio  | Italia           | 4'27"4 | 15               |
| 4    | Aleksandr Paramonov | Unione Sovietica | 4'34"0 | 31               |
| 5    | Julio Arango        | Colombia         | 4'35"1 | 33               |
| 6    | Tin Maung Ni        | Birmania         | 4'40"9 | 39               |
| 7    | Robert Loh          | Hong Kong        | 4'53"3 | 46               |
| -    | Pierre Canavèse     | Francia          | -      | DNS              |

| Pos. | Atleta               | Nazione                 | Tempo  | Posizione finale |
| ---- | -------------------- | ----------------------- | ------ | ---------------- |
| 1    | John Nelson          | Stati Uniti             | 4'19"9 | 6                |
| 2    | Johan Bontekoe       | Paesi Bassi             | 4'26"6 | 14               |
| 3    | Yevgeny Novikov      | Unione Sovietica        | 4'30"0 | 23               |
| 4    | Carlos van der Maath | Argentina               | 4'30"2 | 25               |
| 5    | Alan Durrett         | Rhodesia Settentrionale | 4'39"0 | 38               |
| 6    | Aad Oudt             | Paesi Bassi             | 4'46"5 | 44               |
| -    | Jan Lundin           | Svezia                  | -      | DNS              |
| -    | Guillermo Echevarría | Messico                 | -      | DNS              |

| Pos. | Atleta             | Nazione       | Tempo  | Posizione finale |
| ---- | ------------------ | ------------- | ------ | ---------------- |
| 1    | Tsuyoshi Yamanaka  | Giappone      | 4'21"1 | 8                |
| 2    | Hans Rosendahl     | Svezia        | 4'23"5 | 10               |
| 3    | Ron Jacks          | Canada        | 4'29"3 | 20               |
| 4    | Pierpaolo Spangaro | Italia        | 4'30"0 | 23               |
| 5    | Tuomo Hämäläinen   | Finlandia     | 4'35"5 | 34               |
| 6    | Gert Kölli         | Austria       | 4'38"4 | 37               |
| 7    | Kim Bong-Jo        | Corea del Sud | 4'55"8 | 47               |
| -    | Jean Pommat        | Francia       | -      | DNS              |

| Pos. | Atleta             | Nazione       | Tempo  | Posizione finale |
| ---- | ------------------ | ------------- | ------ | ---------------- |
| 1    | Russell Phegan     | Australia     | 4'19"8 | 5                |
| 2    | József Katona      | Ungheria      | 4'24"7 | 13               |
| 3    | Takeshi Yamakage   | Giappone      | 4'27"8 | 16               |
| 4    | John Thurley       | Gran Bretagna | 4'31"0 | 28               |
| 5    | Slobodan Dijaković | Jugoslavia    | 4'41"0 | 40               |
| 6    | Téodoro Capriles   | Venezuela     | 4'44"5 | 42               |
| 7    | Walter Ledgard Jr. | Perù          | 4'50"4 | 45               |
| -    | Eliot Chenaux      | Porto Rico    | -      | DNS              |

| Pos. | Atleta             | Nazione          | Tempo  | Posizione finale |
| ---- | ------------------ | ---------------- | ------ | ---------------- |
| 1    | Frank Wiegand      | Germania         | 4'17"2 | 3                |
| 2    | Semën Belic-Gejman | Unione Sovietica | 4'19"4 | 4                |
| 3    | Petr Lohnický      | Cecoslovacchia   | 4'28"9 | 18               |
| 4    | Celestino Pérez    | Porto Rico       | 4'30"9 | 27               |
| 5    | Robert Lord        | Gran Bretagna    | 4'33"2 | 29               |
| 6    | Francis Luyce      | Francia          | 4'33"2 | 29               |
| 7    | Ilkka Suvanto      | Finlandia        | 4'38"0 | 35               |
| 8    | András Bodnár      | Ungheria         | 5'03"7 | 49               |

| Pos. | Atleta          | Nazione       | Tempo  | Posizione finale |
| ---- | --------------- | ------------- | ------ | ---------------- |
| 1    | Don Schollander | Stati Uniti   | 4'15"8 | 1                |
| 2    | Allan Wood      | Australia     | 4'16"2 | 2                |
| 3    | Mats Svensson   | Svezia        | 4'24"6 | 12               |
| 4    | Martin Klink    | Germania      | 4'29"1 | 19               |
| 5    | Ralph Hutton    | Canada        | 4'29"4 | 21               |
| 6    | John Martin-Dye | Gran Bretagna | 4'34"3 | 32               |
| 7    | Tan Thuan Heng  | Malaysia      | 4'38"2 | 36               |
| 8    | Pano Capéronis  | Svizzera      | 4'43"8 | 41               |

### Finale
| Pos.    | Atleta             | Nazione          | Tempo  |
| ------- | ------------------ | ---------------- | ------ |
| Oro     | Don Schollander    | Stati Uniti      | 4'12"2 |
| Argento | Frank Wiegand      | Germania         | 4'14"9 |
| Bronzo  | Allan Wood         | Australia        | 4'15"1 |
| 4       | Roy Saari          | Stati Uniti      | 4'16"7 |
| 5       | John Nelson        | Stati Uniti      | 4'16"9 |
| 6       | Tsuyoshi Yamanaka  | Giappone         | 4'19"1 |
| 7       | Russell Phegan     | Australia        | 4'20"2 |
| 8       | Semën Belic-Gejman | Unione Sovietica | 4'21"4 |